# Eucrostes euryxantha
Eucrostes euryxantha là một loài bướm đêm trong họ Geometridae.